# ナーズリー・サブリー

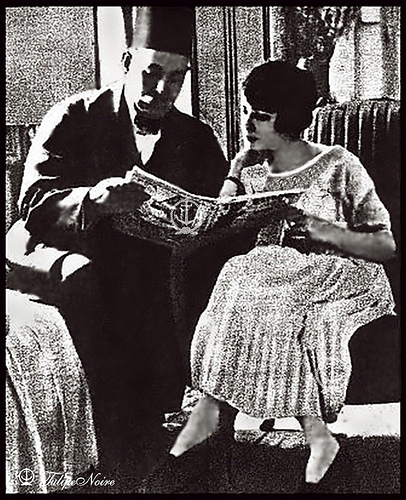
娘時代のナーズリーと父アブドゥル＝ラヒーム

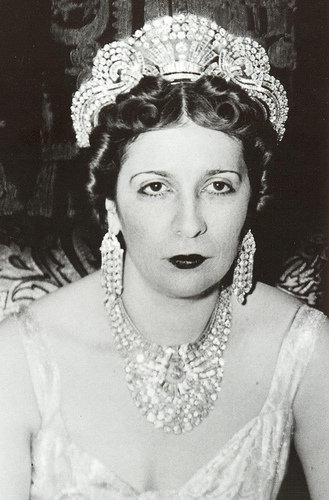
王妃としての戴冠式当日のナーズリー、1922年

ナーズリー・サブリー（亜剌: نازلى صبرى；ラテン文字転写:Nazli Abdel Rehim Sabri, 1894年6月25日 アレクサンドリア - 1978年5月29日 ロサンゼルス）は、エジプト王フアード1世の2番目の妻。エジプトのスルタナ（在位：1919年 - 1922年）、王妃（在位：1922年 - 1936年）。

## 生涯
エジプト農業大臣を務めたアブドゥル＝ラヒーム・サブリー・パシャ（Abdu'r-Rahim Sabri Pasha）とその妻のタウフィーカ・ハーヌム・シャリーフ（Tawfika Khanum Sharif）の間の娘として生まれた。母方の祖父はトルコ出身でエジプト宰相・外相・陸軍少将を務めたムハンマド・シャリーフ・パシャ（Muhammad Sharif Pasha）、母方の曽祖父はフランス出身の士官でエジプト軍の近代化に尽力したスレイマン・パシャ（Suleiman Pasha al-Faransawî）である。カイロのラ・メール・ド・デュ校（Lycée de la Mère de Dieu）やアレクサンドリアのノートルダム・ド・シオン校（Notre Dame de Sion）で学んだあと、姉妹とともに2年間パリに留学した。
1918年に父方の従兄でトルコ人のハリール・サブリ（Khalil Sabri）と最初の結婚をした。この結婚は強制的なもので、結婚からわずか11カ月後、ナーズリーは夫の不品行を理由に強引に離婚した。離婚後、ナーズリーは政治家のサアド・ザグルール夫妻の屋敷に1か月ほど預けられた際、ザグルールの甥サイードと恋仲になり、婚約した。しかし1919年のエジプト革命に際してサイードは叔父ザグルールとともに亡命を余儀なくされ、婚約も空手形となった。
失恋からまもなく、ナーズリーはスルタン・フアード1世に目を付けられ、スルタンの妃となることを承諾させられた。2人は1919年5月26日にカイロのブスタンサライで結婚式を挙げた（お互い再婚同士の夫婦だった）。フアードが1922年に国王（Misr al-Malik）として戴冠した際、ナーズリーの称号もスルタナ（Sultana）から王妃（Misr al-Malika）に変更された。
王妃は王宮内に限り、オペラ鑑賞や観花会などの行事に出席することを許されていた。フアード1世は強圧的な夫で、夫婦仲は険悪だった。王妃は夫君からたびたび平手打ちを受けたり、数週間の自室内謹慎を言い渡されたりした。1927年に夫とともに4か月間のヨーロッパ訪問に赴いた際、ナーズリーはフランス人の血筋を引くということで、かつての留学先フランスで大いに歓迎された。
1936年にフアード1世が死ぬと、国王夫妻の一人息子ファールーク1世が王位を継承した。王太后ナーズリーの兄シェリーフ・サブリー・パシャ（Sherif Sabri Pasha）が、ファールークが未成年のあいだ国政を代行する3人の摂政の1人に選ばれている。1942年、ナーズリーは息子の家庭教師で探検家のアフマド・ハッサネイン（Ahmed Hassanein）と秘密結婚したと言われている。ファールーク1世はこのことで母を憎み、1946年にナーズリーはエジプトを追われてアメリカ合衆国に移住した。
1950年8月8日、ファールーク1世は母后のエジプト王室の成員としての称号を剥奪することを発表した。理由はファールーク1世の許しを得ずに末娘のファトヒーヤ王女を自分の秘書と結婚させたこと、そして同年にスンニ派ムスリムからカトリックに改宗してキリスト教徒となり、メアリー・エリザベス（Mary Elizabeth）の洗礼名を名乗ったことの2つである。
1976年、ナーズリーは自分と末娘ファトヒーヤのエジプト帰国許可を、エジプト大統領アンワル・アッ＝サーダートに申請した。しかしファトヒーヤが夫に射殺される事件が起きたため、帰国は取りやめになった。1978年にロサンゼルスで死去した。

## 子女
2番目の夫フアード1世との間に1男4女の5人の子女をもうけた。
- ファールーク1世（1920年 - 1965年） - エジプト王
- ファウズィーヤ（1921年 - 2013年） - イラン皇帝モハンマド・レザーの最初の妃
- ファーイザ（1923年 - 1994年）
- ファーイカ（1926年 - 1983年） - エジプト赤新月社総裁
- ファトヒーヤ（1930年 - 1976年） - 母の秘書リヤード・ガーリ（Riyad Ghali）と結婚